# Velika nagrada Austrije
Velika nagrada Austrije (njem. Großer Preis von Österreich) je automobilistička utrka Formule 1, koju je odobrila Međunarodna automobilistička federacija.

## Povijest utrkivanja

### 1963. – 1969.
Prva neprvenstvena utrka Formule 1 se održala 1963. na trkaćoj stazi Zeltweg Airfield, a osvojio ju je Jack Brabham. Prva utrka koja je bila dio kalendara Formule 1 održala se godinu dana kasnije, 1964., a Lorenzo Bandini u Ferrariju ostvario je svoju jedinu pobjedu u Formuli 1. Utrka je bila vrlo uspješna, ali je zbog neprikladne staze izbačena s kalendara. Zeltweg je bio preopasan, vrlo uzak i neravan, a gledatelji su se žalili na loš pregled staze. Tako je Austrija ostala bez F1 utrke sve dok nisu izgradili prikladnu stazu Spielberg.

### 1970. – 1987.
Prva prvenstvena utrka Formule 1 na Österreichringu održana je 1970. i protekla je u dominaciji Ferrarijevih vozača. Ferrari je u svojim bolidima imao snažne redne 12-cilindrične motore koji su im omogućili postizanje velikih brzina na dugim pravcima. Slavio je Jacky Ickx ispred momčadskog kolege Claya Regazzonija. Jo Siffert dominirao je 1971. u BRM-u, a Jackie Stewart u Tyrrell-Fordu je osvojio drugi naslov prvaka.
Utrku 1975. obilježila je tragična nesreća Marka Donohuea koji je izletio s probušenom gumom na najbržem zavoju na stazi i preminuo dan poslije od posljedica sudara, a poginuo je i sudac pokraj staze od letećih krhotina uništenog bolida. Pobijedio je Vittorio Brambilla u March-Fordu i time ostvario svoju jedinu pobjedu u Formuli 1. Talijan je toliko slavio svoju pobjedu da je izgubio kontrolu nad bolidom na mokroj stazi i otkinuo mu nos. Osim Brambille, svoje prve pobjede u Formuli 1 na ovoj Velikoj nagradi su ostvarili John Watson u Penske-Fordu 1976., Alan Jones u Shadow-Fordu 1977. i Elio de Angelis u Lotus-Fordu 1982., koji je pobijedio s prednošću od 5 stotinki sekunde ispred Kekea Rosberga.
Niki Lauda je po prvi put uspio slaviti na svojoj domaćoj utrci 1984. u McLaren-TAG-u, a Alain Prost je slavio na iduće dvije VN Austrije. Godine 1985. Andrea de Cesaris na spektakularan je način prevrnuo svoj Ligier u zavoju Panorama, nakon čega su ga najurili iz momčadi. Utrka 1987. je dvaput ponovno startana zbog incidenata na uskoj startno ciljnoj ravnini. Staza je postala preopasna za sve brže F1 bolide, pogotovo zbog brojnih brzih zavoja, manjka sigurnosne zaštite od drveća i nasipa uz stazu i uske startno ciljne ravnine. Unatoč nastojanjima da se utrka vrati u kalendar Formule 1, od toga nije bilo ništa i VN Austrije se vratila tek za deset godina na temeljito prerađenoj stazi.

## Pobjednici

### Višestruki pobjednici (vozači)
| Pobjede | Vozač              | Pobjednička godina  |
| ------- | ------------------ | ------------------- |
| 3       | Alain Prost        | 1983., 1985., 1986. |
| 3       | Max Verstappen     | 2018., 2019., 2021. |
| 2       | Ronnie Peterson    | 1973., 1978.        |
| 2       | Alan Jones         | 1977., 1979.        |
| 2       | Mika Häkkinen      | 1998., 2000.        |
| 2       | Michael Schumacher | 2002., 2003.        |
| 2       | Nico Rosberg       | 2014., 2015.        |

### Višestruki pobjednici (konstruktori)
| Pobjede | Konstruktor | Pobjednička godina                       |
| ------- | ----------- | ---------------------------------------- |
| 6       | McLaren     | 1984., 1985., 1986., 1998., 2000., 2001. |
| 5       | Ferrari     | 1964., 1970., 1999., 2002., 2003.        |
| 5       | Mercedes    | 2014., 2015., 2016., 2017., 2020.        |
| 4       | Lotus       | 1972., 1973., 1978., 1982.               |
| 3       | Williams    | 1979., 1987., 1997.                      |
| 3       | Red Bull    | 2018., 2019., 2021.                      |
| 2       | Renault     | 1980., 1983.                             |

### Pobjednici po godinama
| Godina        | Vozač                 | Bolid              | Lokacija     |
| ------------- | --------------------- | ------------------ | ------------ |
| 1964.         | Lorenzo Bandini       | Ferrari            | Zeltweg      |
| 1965. - 1969. | Nije održana          | Nije održana       | Nije održana |
| 1970.         | Jacky Ickx            | Ferrari            | Spielberg    |
| 1971.         | Jo Siffert            | BRM                | Spielberg    |
| 1972.         | Emerson Fittipaldi    | Lotus-Ford         | Spielberg    |
| 1973.         | Ronnie Peterson       | Lotus-Ford         | Spielberg    |
| 1974.         | Carlos Reutemann      | Brabham-Ford       | Spielberg    |
| 1975.         | Vittorio Brambilla    | March-Ford         | Spielberg    |
| 1976.         | John Watson           | Penske-Ford        | Spielberg    |
| 1977.         | Alan Jones            | Shadow-Ford        | Spielberg    |
| 1978.         | Ronnie Peterson       | Lotus-Ford         | Spielberg    |
| 1979.         | Alan Jones            | Williams-Ford      | Spielberg    |
| 1980.         | Jean-Pierre Jabouille | Renault            | Spielberg    |
| 1981.         | Jacques Laffite       | Ligier-Matra       | Spielberg    |
| 1982.         | Elio de Angelis       | Lotus-Ford         | Spielberg    |
| 1983.         | Alain Prost           | Renault            | Spielberg    |
| 1984.         | Niki Lauda            | McLaren-TAG        | Spielberg    |
| 1985.         | Alain Prost           | McLaren-TAG        | Spielberg    |
| 1986.         | Alain Prost           | McLaren-TAG        | Spielberg    |
| 1987.         | Nigel Mansell         | Williams-Honda     | Spielberg    |
| 1988. - 1996. | Nije održana          | Nije održana       | Nije održana |
| 1997.         | Jacques Villeneuve    | Williams-Renault   | Spielberg    |
| 1998.         | Mika Häkkinen         | McLaren-Mercedes   | Spielberg    |
| 1999.         | Eddie Irvine          | Ferrari            | Spielberg    |
| 2000.         | Mika Häkkinen         | McLaren-Mercedes   | Spielberg    |
| 2001.         | David Coulthard       | McLaren-Mercedes   | Spielberg    |
| 2002.         | Michael Schumacher    | Ferrari            | Spielberg    |
| 2003.         | Michael Schumacher    | Ferrari            | Spielberg    |
| 2004. - 2013. | Nije održana          | Nije održana       | Nije održana |
| 2014.         | Nico Rosberg          | Mercedes           | Spielberg    |
| 2015.         | Nico Rosberg          | Mercedes           | Spielberg    |
| 2016.         | Lewis Hamilton        | Mercedes           | Spielberg    |
| 2017.         | Valtteri Bottas       | Mercedes           | Spielberg    |
| 2018.         | Max Verstappen        | Red Bull-TAG Heuer | Spielberg    |
| 2019.         | Max Verstappen        | Red Bull-Honda     | Spielberg    |
| 2020.         | Valtteri Bottas       | Mercedes           | Spielberg    |
| 2021.         | Max Verstappen        | Red Bull-Honda     | Spielberg    |